# Zenón de Sidón
Zenón de Sidón (en griego: Ζήνων ὁ Σιδώνιος; c. 150 - c. 75 a. C.) fue un filósofo epicúreo griego del siglo I a. C. originario de la ciudad seléucida de Sidón (en la costa mediterránea del actual Líbano) contemporáneo de Cicerón. Sus escritos no han sobrevivido, pero hay algunos epítomes conservados entre los escritos de su alumno Filodemo de Gadara. Sus puntos de vista fueron objeto de un tratado especial de Posidonio.

## Vida
Zenón nació en la ciudad de Sidón. Fue contemporáneo de Cicerón, quien lo escuchó cuando estaba en Atenas.
A veces se le llamaba el "líder epicúreo" (en latín: Coryphaeus Epicureorum). En su libro De natura deorum, Cicerón afirma que Zenón despreciaba a otros filósofos, e incluso llamó a Sócrates "el bufón del Ática (scurram Atticum)". Fue discípulo de Apolodoro, y tanto Cicerón como Diógenes Laercio lo describen como un pensador preciso y refinado.

## Filosofía
Zenón sostuvo que la felicidad no depende simplemente del disfrute y la prosperidad presente, sino también de una expectativa razonable de su continuidad y apreciación.
Los escritos de Zenón no han sobrevivido, pero entre los restos de papiros carbonizados en la Villa de los Papiros en Herculano hay fragmentos escritos por su alumno Filodemo contenidos en «De libertate dicendi» y «De ira». Sus obras son: «Lecciones», «De los filósofos» y «De las virtudes y los vicios».

Zenón también estudió la filosofía de las matemáticas basada en la derivación de todo conocimiento a partir de la experiencia. Criticó a Euclides, buscando mostrar que las deducciones de los principios fundamentales (en griego koiné: ἀρχαί) de la geometría no pueden, por sí solas, probarse.
[Algunos] admiten los principios pero niegan que las proposiciones que vienen después de los principios puedan demostrarse a menos que concedan algo que no está contenido en los principios. Este método de controversia fue seguido por Zenón de Sidón, que pertenecía a la escuela de Epicuro, y contra quien Posidonio ha escrito todo un libro. 
Las críticas de Zenón han sido consideradas como antecedente de la geometría no euclidiana.
Sin embargo, las críticas de Zenón a Euclides son pertinentes, y si alguno de los antiguos filósofos y matemáticos que intentaron refutarlas hubiera sido capaz de captar todas sus implicaciones, el desarrollo de las matemáticas podría haber tomado un rumbo diferente.
Zenón defendió un empirismo matemático y la validez de las inferencias del razonamiento inductivo frente a los estoicos, precediendo así a las teorías de John Stuart Mill.